# Procediment administratiu sancionador (Espanya)
La potestat sancionadora és aquella facultat de l'administració pública d'imposar sancions a través d'un procediment administratiu, amb el benentés que la sanció administrativa es defineix com aquell mal infligit a un administrat com a càstig d'una conducta il·lícita. A l'estat espanyol aquesta potestat que regulada per la llei 30/1992 de 26 de novembre de règim jurídic de les administracions públiques i del procediment administratiu comú.

## Concepte
La llei 30/1992 regula la potestat sancionadora de l'admnsitració, com una part integrant del procediment administratiu comú previst per la Constitució Espanyola. Concretament, la llei preveu que un Reial decret desenvolupi el reglament administratiu que reguli el procediment sancionador, fent especial èmfasi en el silenci administratiu.
El principi de seguretat jurídica exigeix en tot moment que existeixi un procediment que salvaguardi l'interès general mitjançant les sancions d'aquelles conductes tipificades com a infraccions administratives. Amb la llei 30/1992 i el Reial Decret 1398/1993 s'intenta simplificar aquest procediment sense que això suposi la merma de drets reconeguts pel presumpte culpable.

## Deslegalització de la llei 30/1992
Un cop aprovada la llei 30/1992, s'observà que aquesta no regulava cap procediment sancionador comú, i que també derogava el que preveia la llei franquista Procediment administratiu comú de 1958 Així, doncs, la 30/1992 tan sols establia els principis de la potestat sancionadora.
Aquest fet, suposa una contradicció amb la Constitució Espanyola que en el seu article 149.1.18 explicita que és necessari un procediment comú sancionador de totes les administracions essent competència exclusiva de l'estat espanyol. D'alguna manera, aquesta legislació permet que cada administració pugui establir el seu procediment sancionador com en el cas de Catalunya que existeix el Procediment administratiu sancionador de la Generalitat de Catalunya

## Disposicions Generals: Reial Decret 1398/1993
Per tant, una vegada la llei 30/1992 entra en vigor, i d'acord amb el que indiquen els diferents texts legals, la situació resultant és que la regulació de la potestat sancionadora, l'exercirà l'administració, i amb la intenció de racionalitzar el sistema, el govern espanyol va publicar el reglament del Reial Decret 1398/1993 amb els següents supósits:
- L'administració general de l'estat en aquelles materies on l'estat té competències exclusives.
- L'administració autonòmica, respecte a aquelles competències en les que l'estat té normativa plena.
- L'administració local, respecte a aquelles competències en les quals l'estat té normativa plena.

D'alguna manera, però, el reglament careix de força jurídica per establir-se com un procediment comú i exerceix una funcionalitat supletòria és a dir, la seva aplicació només és en defecte total o parcial d'altres procediments específics previstos en les normes corresponents, i en els supòsits plantejats anteriorment. No queden regulades les sancions en matèria tributària ni infraccions en l'ordre social, tot i que aquest reglament pot ser supletori de les regulacions d'aquests procediments. tampoc són d'aplicació respecte funcionariat ni el personal laboral de l'administració pública.

### Imposició de sancions
El reglament estableix un quadre d'infraccions i sancions que atribueix a cada infracció comesa una sanció concreta. Les administracions locals que tipifiquin fets i conductes mitjançant ordenances municipals, i tipifiquin com a infracció el seu incumpliment, en aplicar-les hauran de respectar les tipificacions previstes per la llei.

### Transparència del procediment
El procediment es desenvoluparà d'acord amb el principi d'accés permanent. Això suposa que qualsevol persona, en qualsevol moment del procediment ha de ser capaç de conèixer l'estat de la tramitació i accedir i/o obtenir a cópies dels documents, en funció del que indica la llei 30/1992. De la mateixa manera, i abans del tràmit d'audiència, els interessats podran formular al·legacions i aportar els documents que considerin oportuns.

### Règim, aplicació i eficàcia de les sancions administratives
Sempre s'infrigirà una sanció sobre accions consumades, i en cap cas, amb efecte retroactiu, sempre que aquest no afavoreixi l'infractor. Quan existeixin mesures provisionals o cautelars, aquestes es compensaran amb la sanció imposada.
L'òrgan competent pot decidir imposar la sanció de grau mínim quan la sanció hagi d'aplicar-se a la gravetat d'un fet atenuat per les circumstàncies concurrents. De la mateixa manera quan la realització d'una infracció deriva necessàriament en la relització d'una altra o d'altres, només s'aplicarà la de major gravetat. L'administració, es reserva el dret la remissió condicional de la sanció, de la mateixa manera que no podrà iniciar nous procediments sancionadors per fets o conductes tipificades com a infraccions en les quals l'infractor persisteixi de forma continuada, fins que no hi hagi una primera resolució sancionadora amb caràcter executiu.